# Jörn Klockow
Jörn Klockow (* 1944 in Posen) ist ein deutscher Bibliothekar. Er war Professor für Bibliothekswesen an der Hochschule Hannover.

## Leben
Klockow wuchs in Berlin auf und studierte Germanistik, Theaterwissenschaft und Philosophie in München und Wien. 1972 Promotion zum Dr. phil. Wissenschaftlicher Assistent, Bibliotheksreferendar, Bibliotheksassessor, Bibliotheksoberrat. Professor an der Fachhochschule Hannover (jetzt Hochschule Hannover) für Bibliotheksmanagement, Dekan und 1993–1999 Leiter des Instituts für Ausländische Fachhochschulbewerber.
Klockow war 2006–2012 ehrenamtlich Landesgeschäftsführer der Senioren-Union Brandenburg, 2008–2012 Mitglied im Bundesvorstand und 2011–2012 interimistischer Bundesgeschäftsführer der Senioren-Union der CDU.
2012 trat er aus der Senioren-Union aus, 2013 aus der CDU.
Seit 2012 ist er Mitglied der AG-Potsdam von UNICEF-Deutschland und leitet sie seit 2013.
Klockow ist verheiratet und hat zwei Kinder.

## Publikationen
- Studien zum Prosarhythmus : die 4 Fassungen der "Mappe meines Urgrossvaters" von Adalbert Stifter. Verb. d. Wissenschaftl. Gesellschaften Österreichs, Wien 1974, DNB 750543728.
- Fachhochschulbibliotheken in Niedersachsen. Hannover 1999.